# Stout

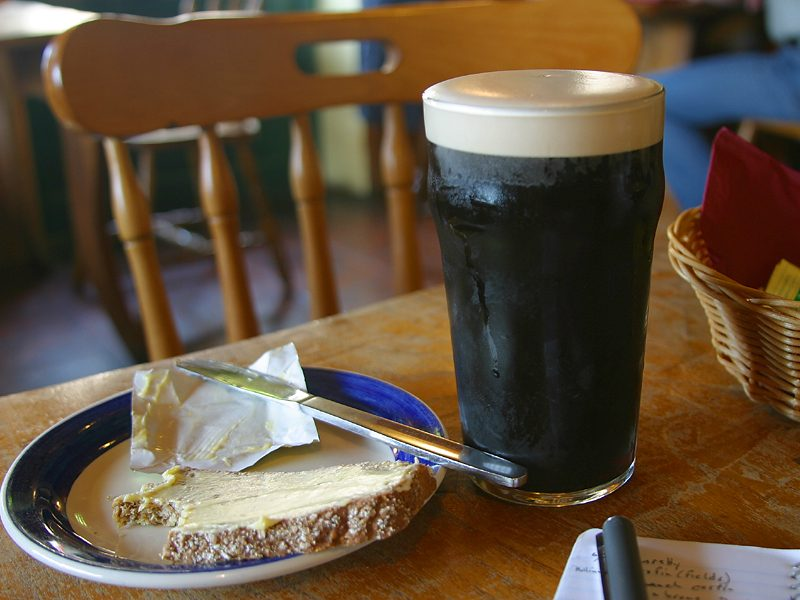
En skiva bröd serverad med stout.

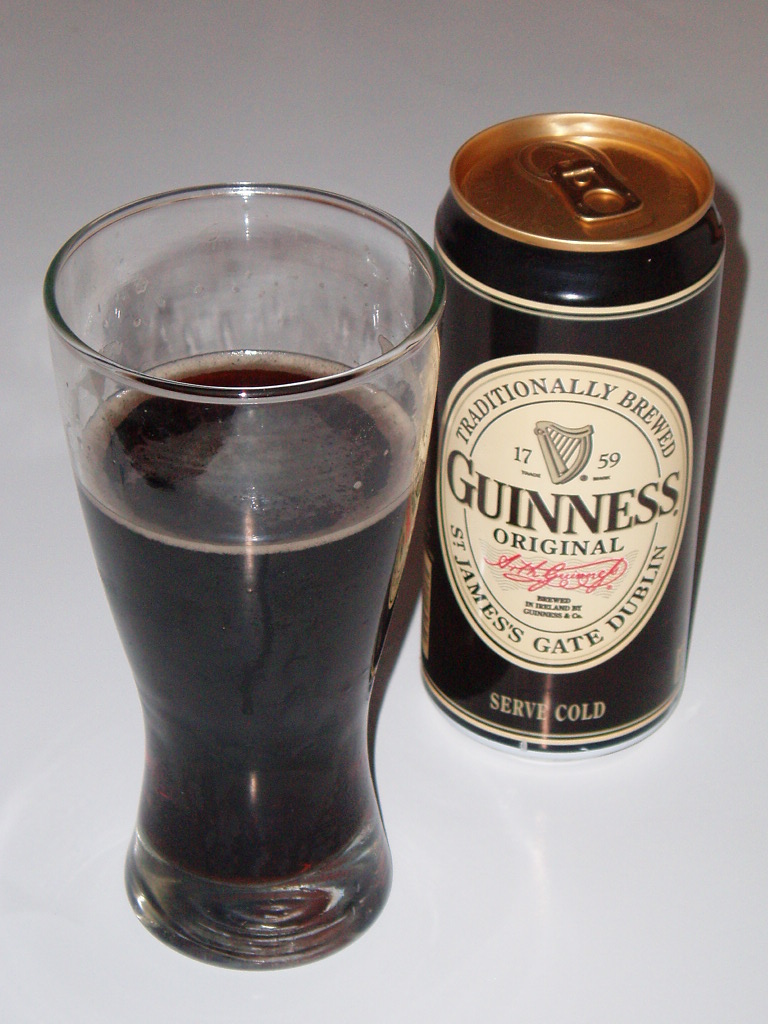
Guinness är en stout.

Stout (uttal: [staut]) är en mörk, nästan svart överjäst öltyp som är vanlig i Storbritannien och Irland. Kännetecknande är att en förhållandevis stor mängd rostad malt samt rostat omältat korn används i bryggeriprocessen, vilket ger den mörka färgen. Öltypen förknippas ofta med bryggeriet Guinness.

## Historik och typer
Öltypen kommer ursprungligen från Irland och bryggeriet Guinness som från början kallade sitt öl stout-porter (se vidare porter). Ordet stout är sannolikt en kortform av begreppet stout ale eller stout beer, med betydelsen 'kraftigt öl'. Denna överjästa öltyp kännetecknas av sin mörka, nästan svarta färg, smakrikedom, starka beska och torrhet.
Numera brukar man benämna den irländska varianten Irish stout eller dry stout för att skilja den från den brittiska varianten som ofta är sötare. Irish stout har en viss del omältat rostat korn som gör ölet mindre sött än dess närbesläktade öltyp, porter.
Andra kända stout-märken är Beamish och Murphy.
Under 1990-talet utvecklade tillverkarna kvävgaspatroner, som har gjort det möjligt att sälja stout på aluminiumburk och flaska med det karaktäristiska skummet.

### Varianter
Bland stout kan man finna olika undertyper:
- Irish stout eller Dry stout, till exempel Guinness, Murphy's och Beamish med en alkoholhalt på cirka 4 procent.
- Imperial stout, en alkoholstark variant ursprungligen från London, tillverkad för export bland annat till tsaren i Ryssland, till exempel Samuel Smith's Imperial Stout. Denna öltyp blev förebild för den svenska, danska, polska, finska, baltiska och ryska portern.
- Milk Stout eller Sweet stout, med tillsatt laktos.

## Användning
Imperial Stout liksom porter passar utmärkt till choklad. Den torrare och mer brända "Irish stout" är dock lämpligast att dricka på egen hand.
Speciella stoutvarianter har utvecklats där vissa bryggerier inte nöjde sig med att stouten passade till choklad, utan även inkludera choklad-smaken i ölet. En stout av denna speciella typ är Young Double Chocolate Stout.